# Saint-Lary-Soulan
Saint-Lary-Soulan là một xã thuộc tỉnh Hautes-Pyrénées trong vùng Occitanie tây nam nước Pháp.